# Município de Union (condado de Hancock, Ohio)
O município de Union (em inglês: Union Township) é um município localizado no condado de Hancock no estado estadounidense de Ohio. No ano de 2010 tinha uma população de 1.783 habitantes e uma densidade populacional de 19,31 pessoas por km².

## Geografia
O município de Union encontra-se localizado nas coordenadas 40° 57′ 02″ N, 83° 49′ 24″ O. Segundo a Departamento do Censo dos Estados Unidos, o município tem uma superfície total de 92.32 km², da qual 92,22 km² correspondem a terra firme e (0,1 %) 0,09 km² é água.

## Demografia
Segundo o censo de 2010, tinha 1.783 habitantes residindo no município de Union. A densidade populacional era de 19,31 hab./km². Dos 1.783 habitantes, o município de Union estava composto pelo 96,8 % brancos, o 0,67 % eram afroamericanos, o 0,11 % eram amerindios, o 0,95 % eram asiáticos, o 0,17 % eram de outras raças e o 1,29 % eram de uma mistura de raças. Do total da população o 1,12 % eram hispanos ou latinos de qualquer raça.